# Ràtio de Treynor
En finances, la ràtio de Treynor (també anomenada ràtio de recompensa a la volatilitat o mesura de Treynor), que porta el nom de Jack L. Treynor, és una mesura de la rendibilitat obtinguda en excès comparada a la que es podria haver obtingut amb una inversió sense risc diversificable (per exemple, lletres del tresor o una cartera completament diversificada), per cada unitat de risc de mercat assumida.
La ràtio de Treynor relaciona l'excés de rendibilitat sobre la taxa lliure de risc amb el risc addicional assumit; tanmateix, s'utilitza el risc sistemàtic en lloc del risc total. Com més alta sigui la ràtio de Treynor, millor serà el rendiment de la cartera analitzada.

## Fórmula
{\displaystyle T={\frac {r_{i}-r_{f}}{\beta _{i}}}}
on: 
{\displaystyle T\equiv } Ràtio de Treynor,
{\displaystyle r_{i}\equiv } rendiment de la cartera i,
{\displaystyle r_{f}\equiv } taxa d'interés lliure de risc
{\displaystyle \beta _{i}\equiv } beta de la cartera i

## Exemple
Prenent l'equació detallada anteriorment, suposem que la rendibilitat esperada de la cartera és del 20%, el tipus lliure de risc és del 5% i la beta de la cartera és d’1,5. En substituir aquests valors, obtenim el següent {\displaystyle T={\frac {0,2-0,05}{1,5}}=0,1}

## Limitacions
De la mateixa manera que la ràtio de Sharpe, la ràtio de Treynor ( T ) no quantifica el valor afegit, si n'hi ha, d'una cartera gestionada de forma activa. És només un criteri de classificació. Un rànquing de carteres basat en la ràtio de Treynor només és útil si les carteres considerades són parts d’una cartera més àmplia i completament diversificada. Si no és així, les carteres amb idèntic risc sistemàtic, però amb un risc total diferent, es classificaran igual. Però la cartera amb un risc total més alt està menys diversificada i, per tant, té un risc no sistemàtic més alt que no queda reflectit al mercat.
Un mètode alternatiu de classificació de la gestió de carteres és l'alfa de Jensen, que quantifica la rendibilitat afegida com l'excés de rendibilitat per sobre de la línia del mercat de valors en el model de valoració d'actius financers. Com que aquests dos mètodes determinen la classificació basada únicament en el risc sistemàtic, classificaran les carteres de manera idèntica.